# فاتح يلماز
فاتح يلماز (5 مارس 1989 بهانوفر في ألمانيا - ) هو لاعب كرة قدم ألماني وتركي في مركز الوسط. لعب مع آينتراخت براونشفايغ ودنيزلي سبور ومانيساسبور وإتار 1924 فيليكو ترنوفو ‏ وSV Wilhelmshaven ‏ وEintracht Braunschweig II ‏ ونادي إتار ‏ وEintracht Nordhorn ‏ وFSV Optik Rathenow ‏.

## وصلات خارجية
- فاتح يلماز على موقع اتحاد تركيا (لاعب) (الإنجليزية)
- فاتح يلماز على موقع قاعدة بيانات كرة القدم.إي يو (الإنجليزية)
- فاتح يلماز على موقع بيانات كرة القدم. دي إي (الألمانية)
- فاتح يلماز على موقع عالم كرة القدم.نت (الإنجليزية)